# Michael Andretti
Michael Mario Andretti (Bethlehem, 5 de outubro de 1962) é um ex-automobilista americano que participou da Fórmula 1, a CART, a IndyCar Series e as 24 horas de Le Mans.
Com estilo agressivo, o filho de Mario Andretti foi campeão da CART em 1991, terminou vice-campeão em 1986, 1987, 1990, 1992 e 1996, terceiro em 1989 e 2001, e quarto em 1994, 1995 e 1999. Em sua carreira em carros da Indy adicionou 42 vitórias, o que o coloca em terceiro lugar nas estatísticas de maiores vencedores(considerando AAA/USAC/CART/IRL/IndyCar Series), bem como 100 pódios. Em suas 16 participações nas 500 milhas de Indianápolis, seu melhor resultado foi o 2º lugar em 1991.
Desde 2001, Andretti possui uma equipe de automobilismo, que atualmente é chamada de Andretti Autosport e participa da IndyCar. Os pilotos Tony Kanaan, Dan Wheldon, Dario Franchitti e Ryan Hunter-Reay foram campeões do campeonato da Indy em 2004, 2005, 2007, 2012, respectivamente. Seu pai Mario Andretti e seu filho Marco Andretti também são pilotos de corrida de automóveis.
Transferindo-se em 1993 para a Fórmula 1. Companheiro de equipe de Ayrton Senna na McLaren, seu desempenho foi marcado por quebras e acidentes. Apesar de alcançar o pódio com o 3º lugar no Grande Prêmio da Itália foi substituído após esta prova por Mika Häkkinen. No ano seguinte retorna a CART e retira-se em 2003 mas retorna em 2006 e 2007, já como proprietário da Andretti Autosport apenas para disputar das 500 Milhas de Indianápolis junto com o filho Marco Andretti.

## Resultados

### 500 Milhas de Indianápolis[1]
| Ano  | Equipe         | Chassi      | Motor         | Pneus | Largada | Final |
| ---- | -------------- | ----------- | ------------- | ----- | ------- | ----- |
| 1984 | Kraco          | March 84C   | Cosworth      | G     | 4       | 5     |
| 1985 | Kraco          | Lola 85C    | Cosworth      | G     | 15      | 8     |
| 1986 | Kraco          | March 86C   | Cosworth      | G     | 3       | 6     |
| 1987 | Kraco          | March 87C   | Cosworth      | G     | 9       | 29    |
| 1988 | Kraco          | March 88C   | Cosworth      | G     | 10      | 4     |
| 1989 | Newman/Haas    | Lola T89/00 | Chevrolet     | G     | 21      | 17    |
| 1990 | Newman/Haas    | Lola T90/00 | Chevrolet     | G     | 5       | 20    |
| 1991 | Newman/Haas    | Lola T91/00 | Chevrolet     | G     | 5       | 2     |
| 1992 | Newman/Haas    | Lola T92/00 | Ford-Cosworth | G     | 6       | 13    |
| 1994 | Ganassi        | Reynard 94I | Ford-Cosworth | G     | 5       | 6     |
| 1995 | Newman/Haas    | Lola T95/00 | Ford-Cosworth | G     | 4       | 25    |
| 2001 | Team Green     | Dallara IR0 | Oldsmobile    | F     | 21      | 3     |
| 2002 | Team Green     | Dallara IR0 | Chevrolet     | F     | 25      | 7     |
| 2003 | Andretti Green | Dallara IR2 | Honda         | F     | 13      | 27    |
| 2006 | Andretti Green | Dallara IR2 | Honda         | F     | 13      | 3     |
| 2007 | Andretti Green | Dallara IR4 | Honda         | F     | 11      | 13    |

### Fórmula 1[2]
| Ano  | Equipe  | 1       | 2       | 3       | 4       | 5     | 6     | 7      | 8     | 9       | 10      | 11      | 12    | 13    | 14  | 15  | 16  | Posição | Pontos |
| ---- | ------- | ------- | ------- | ------- | ------- | ----- | ----- | ------ | ----- | ------- | ------- | ------- | ----- | ----- | --- | --- | --- | ------- | ------ |
| 1993 | McLaren | AFS Ret | BRA Ret | EUR Ret | SMR Ret | ESP 5 | MON 8 | CAN 14 | FRA 6 | GBR Ret | ALE Ret | HUN Ret | BEL 8 | ITA 3 | POR | JPN | AUS | 11º     | 7      |

### Fórmula Indy/CART[3]
| Ano  | Equipe              | Chassis     | Motor              | 1        | 2       | 3        | 4        | 5-      | 6        | 7        | 8        | 9        | 10      | 11      | 12       | 13      | 14      | 15       | 16      | 17      | 18      | 19      | 20      | 21    | Rank   | Points |
| ---- | ------------------- | ----------- | ------------------ | -------- | ------- | -------- | -------- | ------- | -------- | -------- | -------- | -------- | ------- | ------- | -------- | ------- | ------- | -------- | ------- | ------- | ------- | ------- | ------- | ----- | ------ | ------ |
| 1983 | Kraco Racing        | March 83C   | Cosworth DFX V8t   | ATL      | INDY    | MIL      | CLE      | MIS1    | ROA      | POC      | RIV      | MDO      | MIS2    | LVG Ret | LS Ret   | PHX 9   |         |          |         |         |         |         |         |       | T-26th | 4      |
| 1984 | Kraco Racing        | March 84C   | Cosworth DFX V8t   | LBH 10   | PHX1 3  | INDY 5   | MIL 4    | POR 12  | MEA Ret  | CLE 3    | MIS1 Ret | ROA 16   | POC Ret | MDO Ret | SAN 3    | MIS2 7  | PHX2 3  | LS 3     | LVG Ret |         |         |         |         |       | 7th    | 102    |
| 1985 | Kraco Racing        | March 85C   | Cosworth DFX V8t   | LBH Ret  | INDY 8  | MIL Ret  | POR Ret  | MEA 4   | CLE 7    | MIS1 Ret | ROA 2    | POC Ret  | MDO Ret | SAN Ret | MIS2 Ret | LS 9    | PHX 5   | MIA Ret  |         |         |         |         |         |       | 9th    | 53     |
| 1986 | Kraco Racing        | March 86C   | Cosworth DFX V8t   | PHX1 Ret | LBH 1   | INDY 6   | MIL 1    | POR 2   | MEA Ret  | CLE 2    | TOR Ret  | MIS1 Ret | POC Ret | MDO 10  | SAN 6    | MIS2 2  | ROA 2   | LS 3     | PHX2 1  | MIA Ret |         |         |         |       | 2nd    | 171    |
| 1987 | Kraco Racing        | March 87C   | Cosworth DFX V8t   | LBH 4    | PHX 4   | INDY Ret | MIL 1    | POR 2   | MEA 5    | CLE 6    | TOR 5    | MIS 1    | POC 8   | ROA Ret | MDO Ret  | NAZ 1   | LS Ret  | MIA1 Ret | MIA 1   |         |         |         |         |       | 2nd    | 158    |
| 1988 | Kraco Racing        | March 88C   | Cosworth DFX V8t   | PHX 3    | LBH 7   | INDY 4   | MIL 7    | POR 11  | CLE Ret  | TOR 3    | MEA 6    |          |         |         |          |         |         |          |         |         |         |         |         |       | 6th    | 119    |
| 1988 | Kraco Racing        | Lola T88/00 | Cosworth DFX V8t   |          |         |          |          |         |          |          |          | MIS 3    | POC Ret | MDO Ret | ROA 5    | NAZ 2   | LS 2    | MIA1     | MIA Ret |         |         |         |         |       | 6th    | 119    |
| 1989 | Newman/Haas Racing  | Lola T89/00 | Chevrolet 265A V8t | PHX 4    | LBH 2   | INDY Ret | MIL 2    | DET Ret | POR 6    | CLE Ret  | MEA Ret  | TOR 1    | MIS 1   | POC 3   | MDO 3    | ROA Ret | NAZ 5   | LS1 7    | LS 7    |         |         |         |         |       | 3rd    | 150    |
| 1990 | Newman/Haas Racing  | Lola T90/00 | Chevrolet 265A V8t | PHX Ret  | LBH 4   | INDY Ret | MIL 5    | DET 1   | POR 1    | CLE Ret  | MEA 1    | TOR 2    | MIS Ret | DEN 5   | VAN Ret  | MDO 1   | ROA 1   | NAZ1 6   | NAZ 5   | LS 3    |         |         |         |       | 2nd    | 181    |
| 1991 | Newman/Haas Racing  | Lola T91/00 | Chevrolet 265A V8t | SRF Ret  | LBH Ret | PHX 4    | INDY 2   | MIL 1   | DET Ret  | POR 1    | CLE 1    | MEA Ret  | TOR 1   | MIS Ret | DEN 3    | VAN 1   | MDO 1   | ROA 1    | NAZ 3   | LS1     | LS 1    |         |         |       | 1st    | 234    |
| 1992 | Newman/Haas Racing  | Lola T91/00 | Ford XB V8t        | SRF Ret  | PHX 10  |          |          |         |          |          |          |          |         |         |          |         |         |          |         |         |         |         |         |       | 2nd    | 192    |
| 1992 | Newman/Haas Racing  | Lola T92/00 | Ford XB V8t        |          |         | LBH Ret  | INDY Ret | DET 4   | POR 1    | MIL 1    | NHM 2    | TOR 1    | MIS Ret | CLE 2   | ROA 4    | VAN 1   | MDO Ret | NAZ1 2   | NAZ 2   | LS 1    |         |         |         |       | 2nd    | 192    |
| 1994 | Chip Ganassi Racing | Reynard 94i | Ford XB V8t        | SRF 1    | PHX Ret | LBH 6    | INDY 6   | MIL 4   | DET 5    | POR Ret  | CLE Ret  | TOR 1    | MIS Ret | MDO 5   | NHM 5    | VAN 3   | ROA Ret | NAZ 9    | LS Ret  |         |         |         |         |       | 4th    | 118    |
| 1995 | Newman/Haas Racing  | Lola T95/00 | Ford XB V8t        | MIA Ret  | SRF Ret | PHX 2    | LBH 9    | NAZ Ret | INDY Ret | MIL 3    | DET 4    | POR 4    | ROA Ret | TOR 1   | CLE 7    | MIS Ret | MDO Ret | NHM 2    | VAN Ret | LS 4    |         |         |         |       | 4th    | 123    |
| 1996 | Newman/Haas Racing  | Lola T96/00 | Ford XD V8t        | MIA 9    | RIO Ret | SRF Ret  | LBH 7    | NAZ 1   | MIS1 Ret | MIL 1    | DET 1    | POR 11   | CLE Ret | TOR Ret | MIS2 Ret | MDO 3   | ROA 1   | VAN 1    | LS 9    |         |         |         |         |       | 2nd    | 132    |
| 1997 | Newman/Haas Racing  | Swift 007.i | Ford XD V8t        | MIA 1    | SRF 2   | LBH Ret  | NAZ 2    | RIO Ret | GAT 11   | MIL 2    | DET 2    | POR 8    | CLE Ret | TOR 4   | MIS Ret  | MDO 8   | ROA Ret | VAN Ret  | LS Ret  | FON Ret |         |         |         |       | 8th    | 108    |
| 1998 | Newman/Haas Racing  | Swift 009.c | Ford XD V8t        | MIA 1    | MOT 14  | LBH Ret  | NAZ Ret  | RIO 5   | GAT 2    | MIL Ret  | DET 10   | POR 17   | CLE 2   | TOR 2   | MIS 6    | MDO Ret | ROA Ret | VAN 2    | LS 10   | HOU Ret | SRF Ret | FON Ret |         |       | 8th    | 108    |
| 1999 | Newman/Haas Racing  | Swift 010.c | Ford XD V8t        | MIA 2    | MOT 5   | LBH 7    | NAZ 6    | RIO Ret | GAT 1    | MIL 15   | POR 10   | CLE 3    | ROA 2   | TOR Ret | MIS 4    | DET 4   | MDO 8   | CHI Ret  | VAN 14  | LS 10   | HOU 3   | SRF 5   | FON Ret |       | 4th    | 151    |
| 2000 | Newman/Haas Racing  | Lola B2K/00 | Ford XF V8t        | MIA Ret  | LBH Ret | RIO 9    | MOT 1    | NAZ 6   | MIL 2    | DET Ret  | POR 4    | CLE 4    | TOR 1   | MIS 2   | CHI 2    | MDO 8   | ROA Ret | VAN Ret  | LS 14   | GAT Ret | HOU 13  | SRF Ret | FON Ret |       | 8th    | 127    |
| 2001 | Team Motorola       | Reynard 01i | Honda HR-1 V8t     | MTY 4    | LBH Ret | TXS NH   | NAZ 6    | MOT Ret | MIL 2    | DET 4    | POR 8    | CLE 15   | TOR 1   | MIS Ret | CHI Ret  | MDO Ret | ROA 2   | VAN 3    | LAU 4   | ROC 5   | HOU Ret | LS 14   | SRF 2   | FON 7 | 3rd    | 147    |
| 2002 | Team Motorola       | Reynard 02i | Honda HR-2 V8t     | MTY 12   | LBH 1*  |          |          |         |          |          |          |          |         |         |          |         |         |          |         |         |         |         |         |       | 9th    | 110    |
| 2002 | Team Motorola       | Lola B02/00 | Honda HR-2 V8t     |          |         | MOT 16   | MIL 7    | LS 11   | POR 9    | CHI 15   | TOR 11   | CLE 2    | VAN 6   | MDO 3   | ROA 10   | MTL 8   | DEN 13  | ROC 10   | MIA 8   | SRF 9   | FON 2   | MEX 17  |         |       | 9th    | 110    |

### 24 Horas de Le Mans
| Ano  | Equipe                  | Co-pilotos                        | Carro               | Classe | Voltas | Posição no total | Posição na classe |
| ---- | ----------------------- | --------------------------------- | ------------------- | ------ | ------ | ---------------- | ----------------- |
| 1982 | Grand Touring Cars Inc. | Mario Andretti                    | Mirage-Cosworth M12 | C      | 0      | DNS (DISQ)       | DNS (DISQ)        |
| 1983 | Porsche Kremer Racing   | Mario Andretti Philippe Alliot    | Porsche 956         | C      | 364    | 3º               | 3º                |
| 1988 | Porsche A.G.            | Mario Andretti John Andretti      | Porsche 962C        | C1     | 375    | 6º               | 6º                |
| 1997 | Courage Compétition     | Mario Andretti Olivier Grouillard | Courage-Porsche C36 | LMP    | 197    | DNF              | DNF               |

### 24 Horas de Daytona
| Ano  | Equipe                    | Co-pilotos                   | Carro        | Classe | Voltas | Posição no total | Posição na classe |
| ---- | ------------------------- | ---------------------------- | ------------ | ------ | ------ | ---------------- | ----------------- |
| 1984 | Dr. Ing. H. C. F. Porsche | Mario Andretti               | Porsche 962  | GTP    | 127    | 66º (DNF)        | 25º (DNF)         |
| 1989 | Busby Racing              | Mario Andretti               | Porsche 962  | GTP    | 237    | 47º (DNF)        | 16º (DNF)         |
| 1991 | Jochen Dauer Racing       | Mario Andretti Jeff Andretti | Porsche 962C | GTP    | 663    | 5º (DNF)         | 3º (DNF)          |

### 12 Horas de Sebring

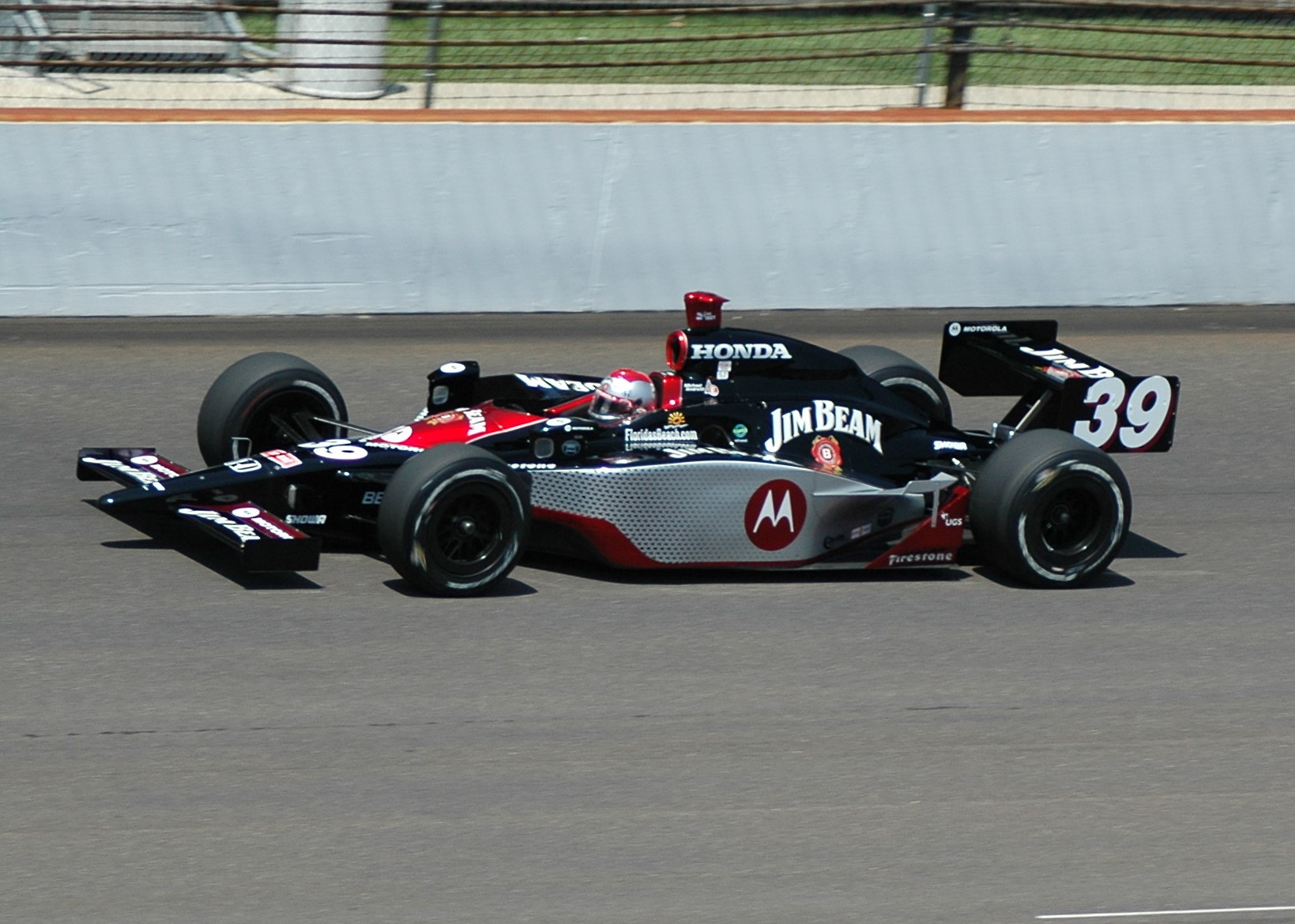
Treinando para as 500 Milhas de Indianapolis de 2007

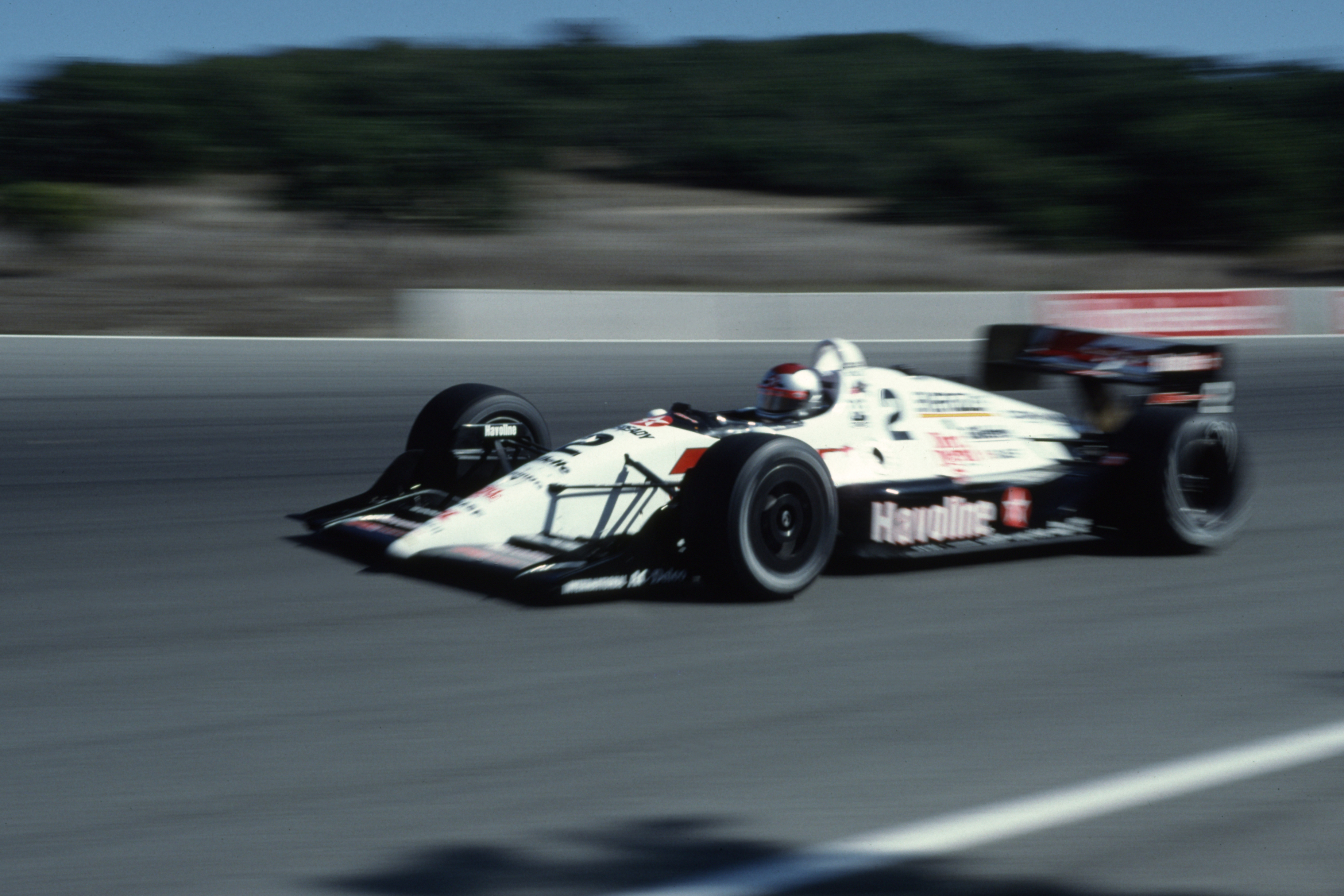
Andretti correndo em Laguna Seca, Outubro de 1991

| Ano  | Equipe                  | Co-pilotos                | Carro        | Classe | Voltas | Posição global | Posição na classe |
| ---- | ----------------------- | ------------------------- | ------------ | ------ | ------ | -------------- | ----------------- |
| 1983 | Henn's Swap Shop Racing | Derek Bell John Paul, Jr. | Porsche 935L | GTP    | 125    | 56º (DNF)      | 9º (DNF)          |